# Ondřej Polanský
Ondřej Polanský (* 22. ledna 1984 Ostrava) je český politik a programátor, v letech 2017 až 2021 poslanec Poslanecké sněmovny PČR. Patří mezi spoluzakladatele České pirátské strany, v roce 2009 v Moravskoslezském kraji zakládal vůbec první krajské sdružení Pirátů. Jako místopředseda Podvýboru pro dopravu se aktivně zasazoval o zastavení podvodů se stáčením tachometrů zavedením systému car-pass v Česku.
V květnu 2019 předložil poslanecký návrh na zavedení elektronického stavebního deníku pro veřejné zakázky. Tedy povinnosti dodavatelů stavebních prací vést stavební deník v elektronické podobě u všech stavebních děl zadávaných jako veřejné zakázky. Nahrazení tradičních papírových stavebních deníků těmi elektronickými by mělo přinést zefektivnění, zrychlení a centralizaci kontroly stavebních prací zadávaných v režimu zákona o veřejných zakázkách a zároveň skokové zvýšení kvality stavebních prací včetně výrazného omezení prostoru pro korupci.
Vyjadřoval se kriticky v kauze mýtného tendru, kde upozorňoval na problémy ohledně zadání podmínek výběrového řízení, ve kterém neuspěl dosavadní provozovatel Kapsch a zvítězil CzechToll. 

## Život
Maturitu složil v roce 2003 v oboru elektrotechnika, následně studoval do roku 2008 informatiku a jako vedlejší specializaci hospodářské dějiny na Vysoké škole ekonomické v Praze (získal titul Ing.). Celý profesní život působí v mezinárodních firmách pracujících s informačními technologiemi, především v oblasti analýzy a zpracovávání velkých dat.
Ondřej Polanský žije v Ostravě, kde je zapojen do občanských aktivit majících za cíl zlepšovat veřejný prostor, zajímá jej architektura a urbanismus.
Byl jedním z tvůrců Databáze uměleckých děl v architektuře a veřejném prostoru města Ostravy. Společně s Lukášem Černohorským a Jaroslavem Němcem stál u zrodu iniciativy za záchranu tři historických budov v centru Ostravy označovaných Ostravica - Textilia. Je aktivní sportovec, má rád moderní technologie, českou kinematografii, bílé víno a noční oblohu.

## Politické působení
V letech 2009 až 2025 byl členem České pirátské strany.
Kandidoval poprvé v komunálních volbách v roce 2010 za Piráty do Zastupitelstva města Ostravy, ale neuspěl. Nepodařilo se mu to ani ve volbách v roce 2014 jakožto kandidátovi Pirátů na kandidátce s názvem "Jsme Ostrava - koalice Strany zelených a Pirátů". Za stejnou koalici se pokoušel dostat také do Zastupitelstva městského obvodu Moravská Ostrava a Přívoz, ale taktéž neúspěšně.
V krajských volbách v letech 2012 a 2016 kandidoval za Piráty do Zastupitelstva Moravskoslezského kraje, ale ani jednou neuspěl.
Ve volbách do Poslanecké sněmovny PČR v roce 2013 kandidoval za Piráty v Moravskoslezském kraji, ale neuspěl. Podařilo se mu to až ve volbách v roce 2017, když byl za Piráty zvolen poslancem v Moravskoslezském kraji ze druhého místa kandidátky. V komunálních volbách v roce 2018 kandidoval za Piráty do Zastupitelstva města Ostravy i městského obvodu Moravská Ostrava a Přívoz, ale ani v jednom případě neuspěl.
Ve volbách do Poslanecké sněmovny PČR v roce 2021 kandidoval jako člen Pirátů na 2. místě kandidátky koalice Piráti a Starostové v Moravskoslezském kraji, ale nebyl zvolen. Mandát poslance se mu tak nepodařilo obhájit.
V roce 2025 ukončil členství v České pirátské straně. Jako hlavní důvod uvedl roli pirátských poslanců, a jmenovitě Jakuba Michálka, v kauze zrušení Úřadu pro přístup k dopravní infrastruktuře.